# Романівська селищна територіальна громада
Романівська селищна територіальна громада —територіальна громада в Україні, в Житомирському районі Житомирської області. Адміністративний центр — селище Романів.

## Загальна інформація
Площа громади — 718,6 кв. км, населення — 18 724 особи (2020).

## Населені пункти
До складу громади входять: 2 селища (Биківка, Романів) та 49 сіл: Білки, Борятин, Бубни, Булдичів, Велика Козара, Вила, Вільха, Врублівка, Гвіздярня, Годиха, Голубин, Гордіївка, Жовтий Брід, Залужне, Іванівщина, Камінь, Корчівка, Костянтинівка, Лісна Рудня, Мала Токарівка, Мані, Межирічка, Микільськ, Монастирок, Нивна, Новопрутівка, Новохатки, Ольшанка, Омильне, Прутівка, Разіне, Романівка, Садки, Сарнівка, Синява, Соболівка, Старочуднівська Гута, Сульжинівка, Тевеліївка, Товща, Улянівка, Хижинці, Химрич, Цеберка, Червоні Хатки, Шевченка, Яблунівка, Ягодинка, Ясногород.

## Старостинські округи
Биківський, Вільшанський, Врублівський, Годиський, Гордіївський, Камінський, Ольшанський, Прутівський, Романівський, Соболівський, Ясногородський.

## Історія
Утворена відповідно до розпорядження Кабінету Міністрів України № 711-р від 12 червня 2020 року «Про визначення адміністративних центрів та затвердження територій територіальних громад Житомирської області» шляхом об'єднання Биківської, Романівської селищних та Булдичівської, Великокозарської, Вільшанської, Врублівської, Годиської, Гордіївської, Камінської, Нивненської, Ольшанської, Прутівської, Романівської, Садківської, Соболівської, Старочуднівськогутянської, Хижинецької, Червонохатківської, Ягодинської, Ясногородської сільських рад ліквідованого Романівського району Житомирської області.

## Передісторія
Діяльність щодо утворення громади почалася у 2017 році. Перші вибори до ради громади було призначено на 23 грудня 2018 року, однак згодом ЦВК була змушена їх скасувати через судовий позов щодо об'єднання сільських рад.
3 грудня 2019 року, на засіданні сесії Житомирської обласної ради, погоджено проєкт Романівської територіальної громади.